# Friedrich Justus Willich

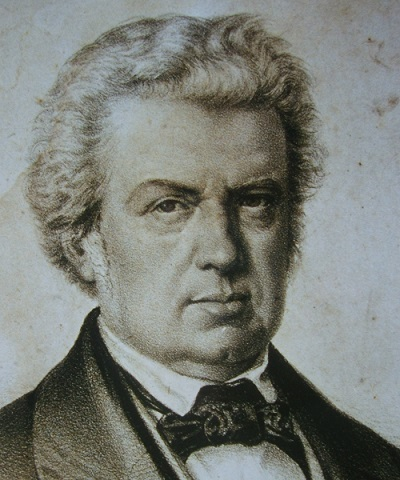
Friedrich Justus Willich (1847)

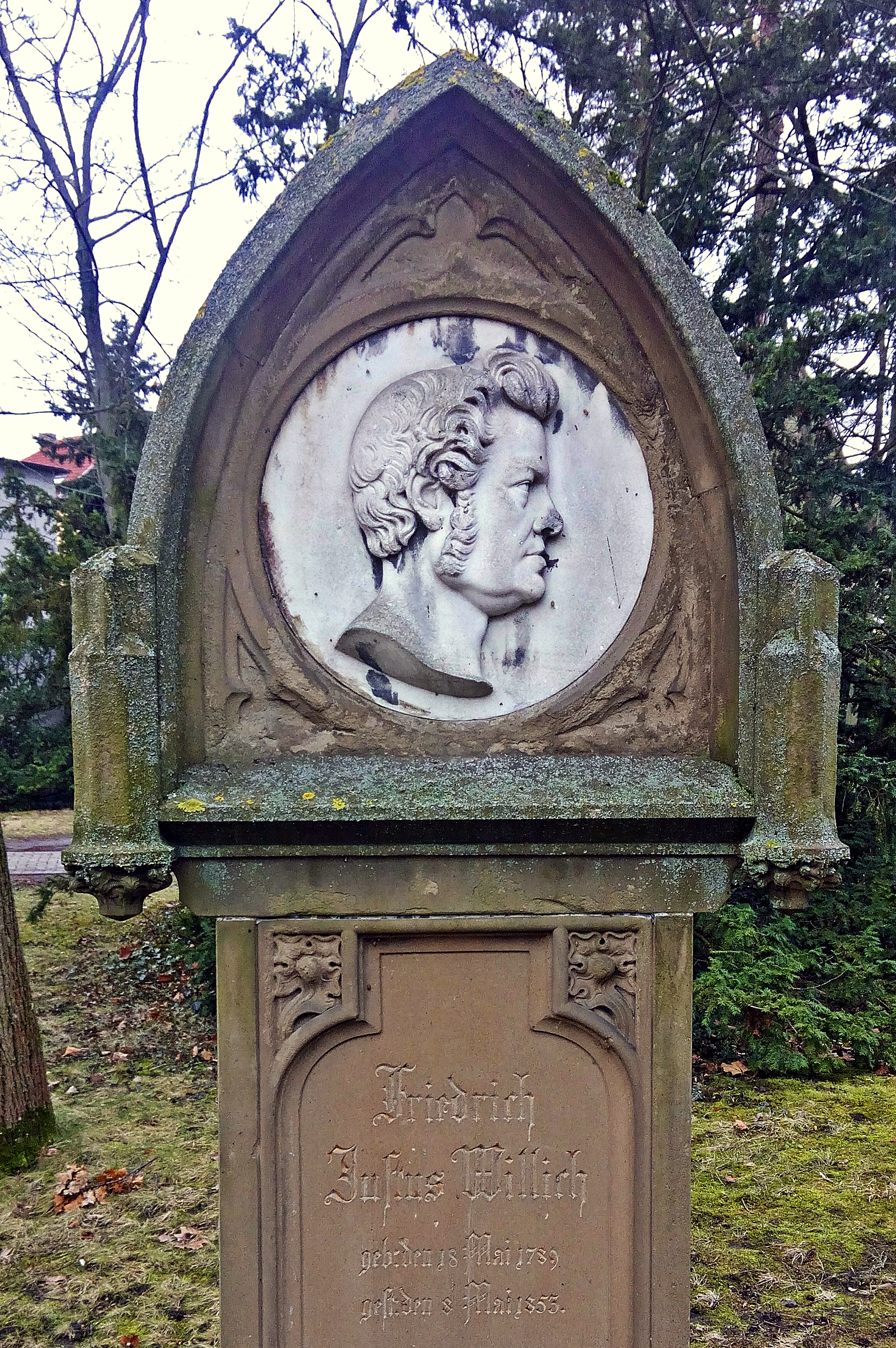
Porträtgrabstein, Hauptfriedhof Frankenthal

Friedrich Justus Willich (geboren 18. Mai 1789 in Hanau; gestorben 8. Mai 1853 in Frankenthal) war ein deutscher Jurist und Politiker.

## Leben
Friedrich Justus Willich war der Sohn des Lehrers Johann Karl Willich und der Sophie Kritter. Er heiratete 1820 Elisabeth Josephine Schlemmer, Tochter des Speyerer Provinzialarchivdirektors Joseph Schlemmer (1767–1830), der zum Mainzer Jakobinerklub gezählt hatte, sie hatten sechs Kinder, darunter der Maler Karl Caesar Willich.
Willich studierte Jura an den Universitäten Göttingen und Straßburg. Nach der Promotion arbeitete er als Anwalt zunächst bei Schlemmer in Speyer und dann in Frankenthal und wurde unter den Bedingungen der Restauration des Absolutismus auch in der Lokalpolitik aktiv. 1826 bis 1830 wurde er in den Pfälzer Landrat gewählt, der ständischen Vertretung im bayerischen Rheinkreis. Im Januar 1831 wurde er in der Klasse der Landeigentümer (Klasse V, ab 1845 in Klasse IV) in die Abgeordnetenkammer der bayerischen Ständeversammlung entsandt. In München gehörte Willich zur antiklerikalen, antimonarchistischen liberalen Opposition, wurde allerdings von den Radikalen um Friedrich Schüler als „Justemilianer und Oppositionsüberläufer“ kritisiert, als er 1832 für die Ernennung der Friedensrichter durch die Obrigkeit stimmte. Dieser Haltung entsprechend nahm er 1832 auch nicht an dem von Philipp Jakob Siebenpfeiffer organisierten  Hambacher Fest teil, weil er dessen radikaldemokratischen Ziele nicht teilte, er protestierte allerdings gegen das Verbot des Festes durch die bayerische Regierung.
In den Jahren 1834, 1837, 1840, 1842, 1845 und 1847 wurde er erneut in die Ständeversammlung in München gewählt, wo er nach dem Ausscheiden der Radikalen Sprecher der pfälzischen Abgeordneten wurde, in der Wahlperiode 1837 war er Mitglied des Präsidiums. Die bayerische Regierung versagte ihm allerdings 1840 und 1842 die notwendige Beurlaubung aus seinem Amt in Frankenthal, ein antidemokratisches Mittel gegen oppositionelle Abgeordnete. Als die bayerische Regierung ihm 1845 erneut die Beurlaubung verweigerte, legte er das Amt als Advokat nieder, um das Mandat in der Ständeversammlung wahrnehmen zu können und veröffentlichte eine Kampfschrift.
Willich war von 1838 bis 1848 auch Mitglied des Frankenthaler Stadtrates, war Vorstand der 1836 gegründeten Sparkasse und 1845 Präsident des Komitees zum Bau einer Eisenbahn von Ludwigshafen an die Großherzoglich-Hessische Grenze.
Als einer der führenden süddeutschen Liberalen nahm er am 5. März 1848 an der Heidelberger Versammlung der 51 teil. Er wurde in den Siebenerausschuss gewählt, der die Einberufung des Vorparlaments und damit die Frankfurter Nationalversammlung vorbereitete. Dem Vorparlament, das vom 31. März bis 3. April 1848 in der Frankfurter Paulskirche tagte und die Wahl einer Nationalversammlung beschloss, gehörte Willich ebenfalls an. Der pfälzische Volksverein nominierte ihn Ende April allerdings nicht als seinen Kandidaten für die Wahl zur Nationalversammlung.
Willich war am 24. März 1848, noch vor Zusammentritt des Vorparlamentes, von König Maximillian II. zum Geheimrat und bayerischen Gesandten beim Bundestag des Deutschen Bundes ernannt worden. Er wurde dort in die Ausschüsse zur Revision der Bundesverfassung, für Militärfragen und für die schleswig-holsteinischen Angelegenheiten delegiert. Allerdings wurde er bereits am 27. April 1848 wieder abberufen.
Im Revolutionsgeschehen 1848/1849 war Willich keine treibende Kraft. Die Versammlung Anfang Mai 1849 in Kaiserslautern, bei der über die Durchführung der Reichsverfassungskampagne in der Pfalz beraten wurde und die den Pfälzischen Aufstand einleitete, verließ er, da er die dort beschlossene Bildung eines Landesverteidigungsausschusses und einer provisorischen pfälzischen Regierung kategorisch ablehnte.
Nach der Niederschlagung der Revolution und der Verhaftung oder Flucht der Demokraten wurde er bei den ersten Wahlen im Juli 1849 erneut in die bayerische Ständeversammlung gewählt, er nahm das Mandat allerdings nicht an.

## Schriften
- Kampf und Sieg eines rheinpfälzischen Advokat-Anwalts für seinen Stand und seine Standesrechte gegen die Königl. Bayer. Staats-Behörde, bei Gelegenheit einer Disciplinarsache ; in sechs offiziellen Actenstücken. Mannheim: Zeiler, 1844